# (10852) 1995 CK
(10852) 1995 CK est un astéroïde de la ceinture principale d'astéroïdes découvert en 1995.

## Description
(10852) 1995 CK a été découvert le 1er février 1995 à l'observatoire astronomique d'Ōizumi, situé à Ōizumi, dans la préfecture de Gunma, au Japon, par Takao Kobayashi.

### Caractéristiques orbitales
L'orbite de cet astéroïde est caractérisée par un demi-grand axe de 2,34 ua, un périhélie de 2,13 ua, une excentricité de 0,09 et une inclinaison de 7,46° par rapport à l'écliptique. Du fait de ces caractéristiques, à savoir un demi-grand axe compris entre 2 et 3,2 ua et un périhélie supérieur à 1,666 ua, il est classé, selon la JPL Small-Body Database, comme objet de la ceinture principale d'astéroïdes.

### Caractéristiques physiques
(10852) 1995 CK a une magnitude absolue (H) de 14,6 et un albédo estimé à 0,158.